# Villa romana de El Vergel
La villa romana de El Vergel es un yacimiento arqueológico situado en el término municipal de San Pedro del Arroyo, perteneciente administrativamente a la provincia de Ávila, parte de la comunidad autónoma de Castilla y León. Está declarado Bien de interés cultural con la categoría de Zona Arqueológica en 2016.

## Ubicación
El yacimiento arqueológico se localiza al noreste, este y sureste del casco urbano de la población, en terrenos declarados urbanizables como susceptibles de serlo. Se asienta sobre estratos geológicos de naturaleza aluvial, en concreto el área palacial en la margen izquierda de la terraza fluvial del río Espinarejo, si bien los restos se dispersan por una superficie mucho mayor en ambas orillas del río y sobrepasan por el sur la línea férrea Madrid-Salamanca, formando una elipse alargada norte-sur de aproximadamente 40 hectáreas de extensión.

## Contexto histórico
La villa se sitúa en el territorio más septentrional de la antigua provincia romana de Lusitania, dentro de la subdivisión administrativa del Conventus Emeritensis.

## Historia de la investigación

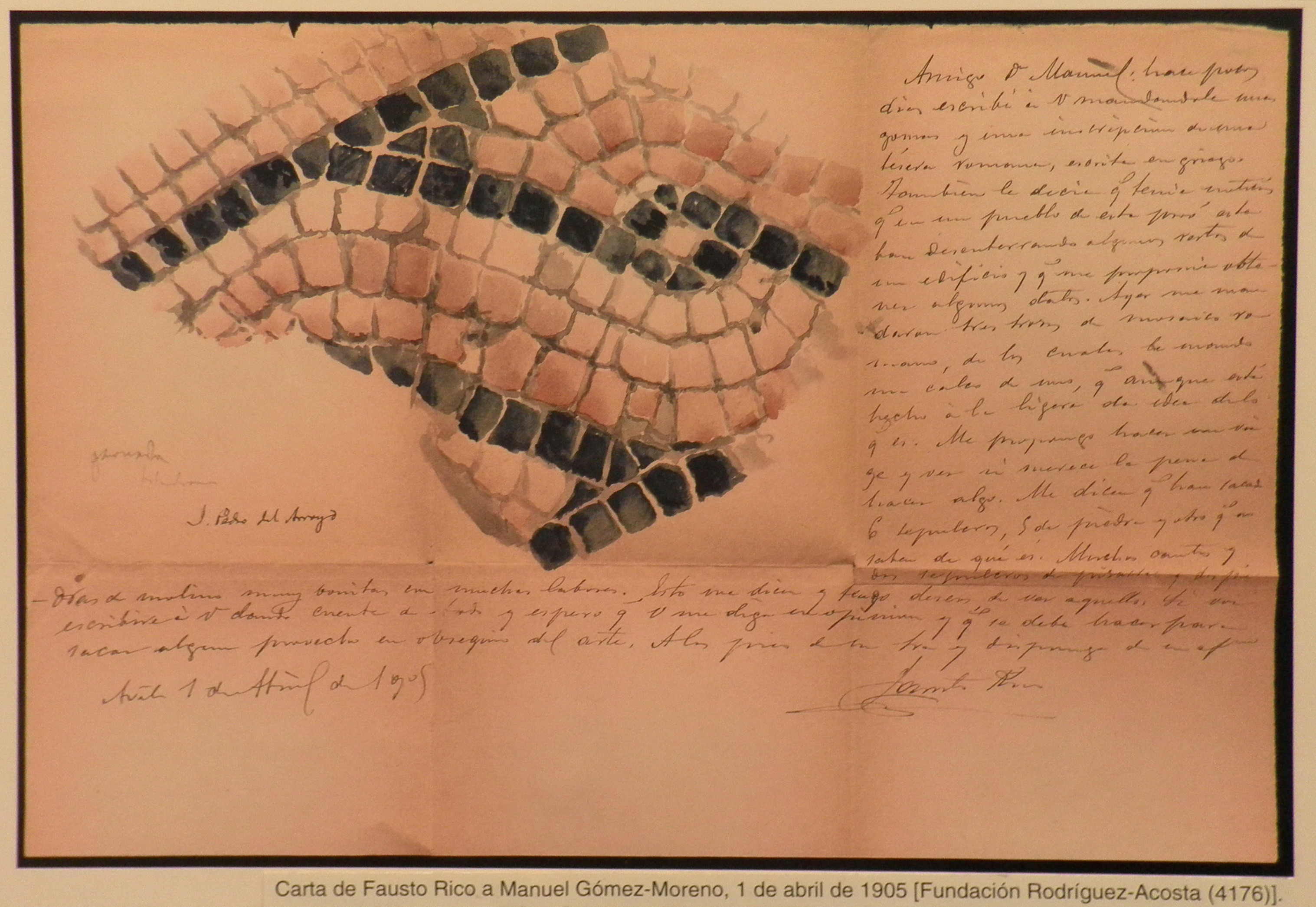
Reproducción de la carta de Fausto Rico, 1905

La primera noticia conocida acerca del descubrimiento de restos arqueológicos romanos en San Pedro del Arroyo se encuentra en una misiva enviada por Fausto Rico, fechada el 1 de abril de 1905, en la que el autor notifica a Manuel Gómez-Moreno sobre los hallazgos realizados en San Pedro del Arroyo y su posible trascendencia. En ella detalla la localización de los "restos de un edificio", entre los que se recuperaron "tres trozos de mosaico romano", adjuntado un dibujo coloreado de uno de los fragmentos, en el que se aprecia una composición decorativa de greca geométrica formada por un sogueado. En ella también se explica que se habían extraído seis sepulcros, cinco de los mismos de piedra y otro desconocido, numerosas piedras y ruedas de molino. No consta la respuesta del erudito granadino a la carta ni otros trabajos posteriores, pero los objetos pasaron a formar parte del catálogo fundacional del museo de Ávila.
En 1930, las investigaciones de Antonio Molinero Pérez, que por aquel entonces ejercía su cargo de Inspector Municipal Veterinario en el vecino pueblo de Santo Tomé de Zabarcos, dieron como resultado el redescubrimiento del yacimiento poco antes de descubrir el también cercano castro de la Mesa de Miranda, volviendo a citar la aparición años atrás de un mosaico en la Tierra del Tesoro anexa a la iglesia parroquial en la publicación sobre los hallazgos del enclave prerromano. Los mismos datos serían de nuevo repetidos en 1981 en la publicación clásica de Emilio Rodríguez Almeida sobre el Ávila romana, donde afirma además la similitud entre el trazado urbano del pueblo actual y la estructura hipodámica propia de los campamentos romanos, propuesta sin ningún tipo de base documental o arqueológica.
En los años 1980, tal y como se describe en las fichas correspondientes del Inventario Arqueológico de Castilla y León, "desde entonces, con estos indicios, el lugar quedó incorporado al listado de asentamientos romanos abulenses, clasificado como villa" con el topónimo de "El Vergel II" y con el número de registro 05-220-0002-05, La información integrada en el catálogo provincial de yacimientos fue actualizada con nuevas campañas de prospección en 1992, realizadas bajo la dirección de Carlos García-Cruces, delimitando adecuadamente la superficie total del yacimiento, con su correspondiente planimetría, y aportando una primera relación de restos arqueológicos visibles y alguna nueva información. Como consecuencia el yacimiento quedó clasificado como lugar de habitación, asentamiento rural tipo villa, lugar funerario y lugar cultual tipo ermita, adjudicandole unas cronologías tardorromana, moderna y contemporánea seguras y una posible ocupación altoimperial y visigoda.

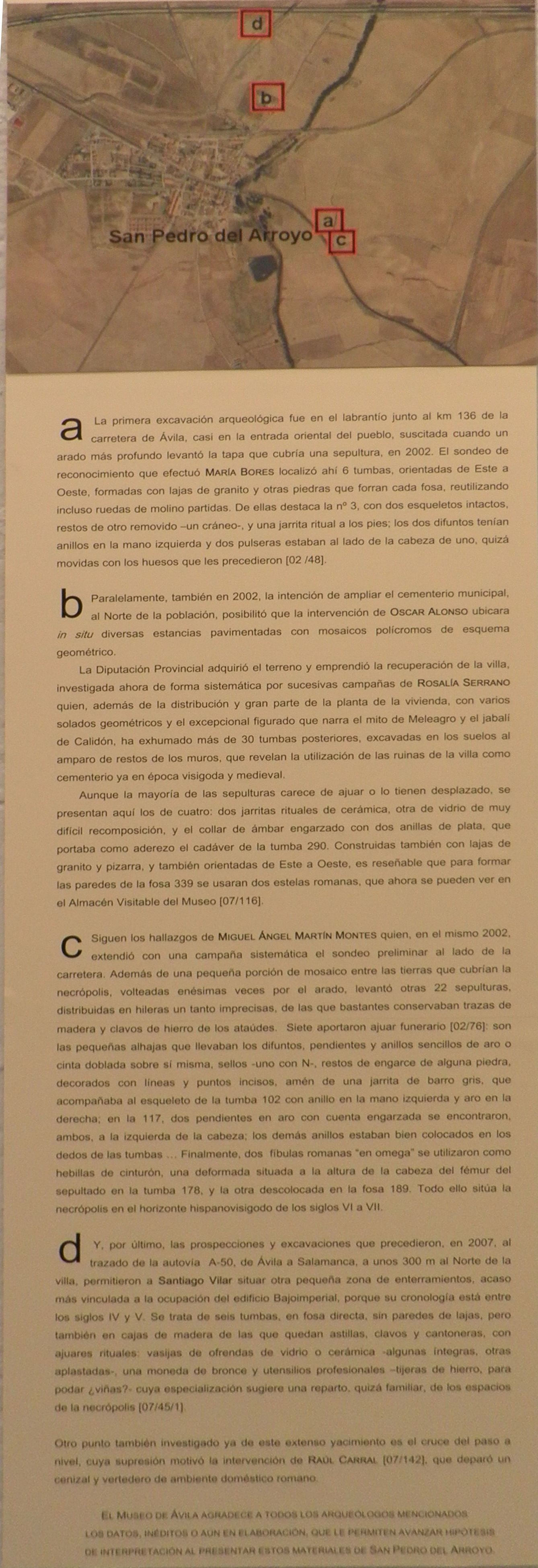
Cartel explicativo de las distintas excavaciones en la villa romana de El Vergel y su entorno

Hubo que esperar hasta 2002 para que se iniciaran las primeras excavaciones legales y científicas en los yacimientos de San Pedro del Arroyo, cuando un tractor destapó la cubierta de una sepultura visigoda en un lateral de la carretera N-501, sobre la que María Bores Ureta realizó un sondeo preliminar, localizando un total de 6 tumbas. Poco después, los trabajos para la ampliación del cementerio municipal llevaron a la realización de sondeos arqueológicos a cargo de Oscar Andrés Alonso Gregorio, de la empresa ALACET Arqueólogos S.L., donde se localizaron diversas construcciones con pavimentos musivos polícromos de esquemas geométricos.
El núcleo principal de construcciones o área palacial lleva siendo excavado desde el año 2006 por la empresa Estudio de Arqueología FORAMEN S.L., siendo la directora de los trabajos Rosalía Serrano Noriega y la asesoría técnica de José Antonio Abásolo Álvarez, catedrático de Arqueología de la Universidad de Valladolid, por encargo de la Diputación de Ávila bajo los auspicios y especial interés de su entonces presidente Agustín González González.
En la primavera de 2007 las obras para la construcción del nuevo tramo San Pedro del Arroyo-Chaherrero de la autovía A-50 motivaron la realización de sondeos arqueológicos preventivos, a cargo de Santiago Vilar Labarta, en el entorno protegido del yacimiento de "El Vergel I", cuyo resultado fue la localización de 11 inhumaciones tardorromanas, algunas con ajuares funerarios.
La campaña de 2009 contó con una inversión de 58.000 euros
Los últimos trabajos de excavación, acometidos en 2019 con un coste de más de 12.000 €, consistieron en completar la excavación de un conjunto de habitaciones al sur del mosaico de los rombos del peristilo que quedaron inconclusas en la campaña de 2008. Además de documentarse el habitual reaprovechamiento funerario de las estructuras, se esperaba encontrar el límite de la zona noble por este flanco, pero dichas construcciones se adentran bajo el muro del cementerio de la localidad.
Según la prensa, en total y hasta 2019, la Diputación de Ávila había invertido más de 700.000 euros solo en los trabajos de excavación arqueológica del yacimiento en las 15 campañas ejecutadas.
Las últimas actividades arqueológicas acometidas en el yacimiento han consistido en la realización de prospecciones geomagnéticas a cargo de la empresa Estudio de Arqueología FORAMEN S.L., a quien fue adjudicado el “Contrato menor de servicios para la realización de prospección geomagnética en el yacimiento romano de “El Vergel” en el término municipal de San Pedro del Arroyo (Ávila)” el 3 de septiembre de 2020 por 14.850 €.

## Topografía y evolución urbanística del asentamiento
Los orígenes de la ocupación del yacimiento se remontan a un asentamiento agrario romano fundado en los siglos I-II d. C.. Posteriormente, dicho asentamiento mutó con la construcción de una villa romana monumental en el siglo III, durante el Bajo Imperio romano, asentamiento que subsistió como tal al menos hasta finales del siglo V.

## Arquitectura
Durante los trabajos de excavación se documentaron hasta 2015 un total de 37 estancias de la villa aulica, de entre las cuales diez están pavimentadas con teselados de gran calidad técnica y artística, mientras que el resto posee solados de opus signinum y tierra compactada.
Los distintos espacios habitacionales y de representación se distribuyen alrededor de un gran peristilo rectangular de 70 por 35 metros, con algunas estructuras internas que compartimentan el patio central. La estructura principal que ocupa el centro de este espacio, construida con opus caementicium u hormigón hidráulico, es un gran estanque o alberca, junto a la que se adosan los muros

### Musivaria

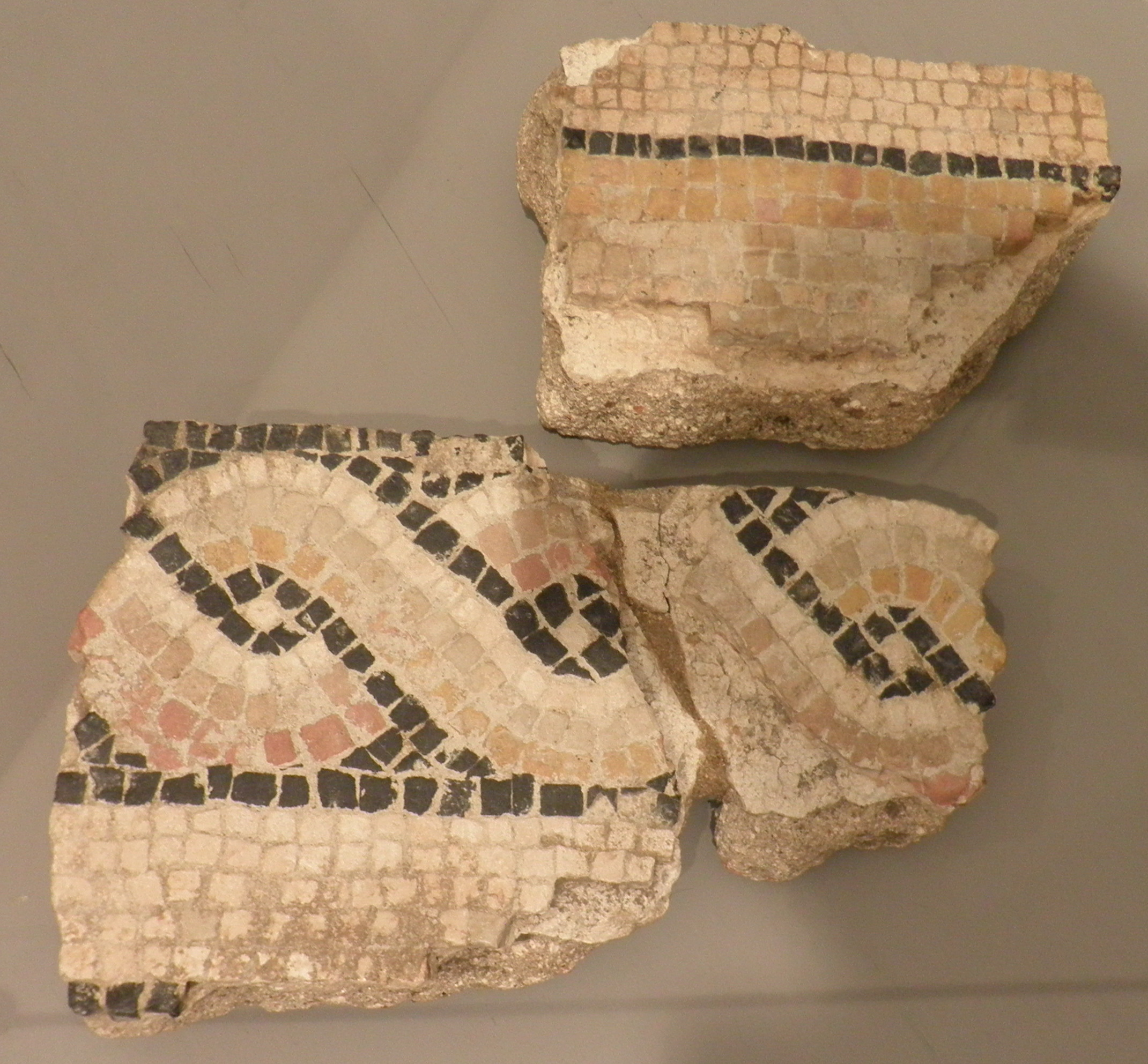
Fragmentos de mosaico con greca geométrica sogueada de la villa romana de El Vergel depositados a principios del

Del conjunto de mosaicos exhumados, tres presentan escenas con composiciones figuradas, destacando el del Mito de Meleagro y la cacería del Jabalí de Calidón. Atalanta
Ormenos y Metephon

## Cultura material
Los materiales arqueológicos son muy abundantes, sobre todo en el entorno de la iglesia parroquial.

### Cerámica
Los restos cerámicos recuperados incluyen tanto cerámicas comunes de cocina, mesa y almacenaje de variable tipología, cocción y tratamiento de las superficies, como cerámicas finas de mesa, principalmente terra sigillata hispánica, terra sigillata hispánica tardía, algunas con decoración geométrica realizada a molde, cerámicas pintadas de tradición indígena y algún ejemplo notorio de terra sigillata africana.
En este capítulo también se incluyen los materiales cerámicos de construcción, principalmente tégulas planas con ondulaciones digitales y lateres o ladrillos romanos.

### Numismática
En la campaña de 2019 se localizaron monedas medievales de Alfonso X el Sabio.

## Arqueología funeraria

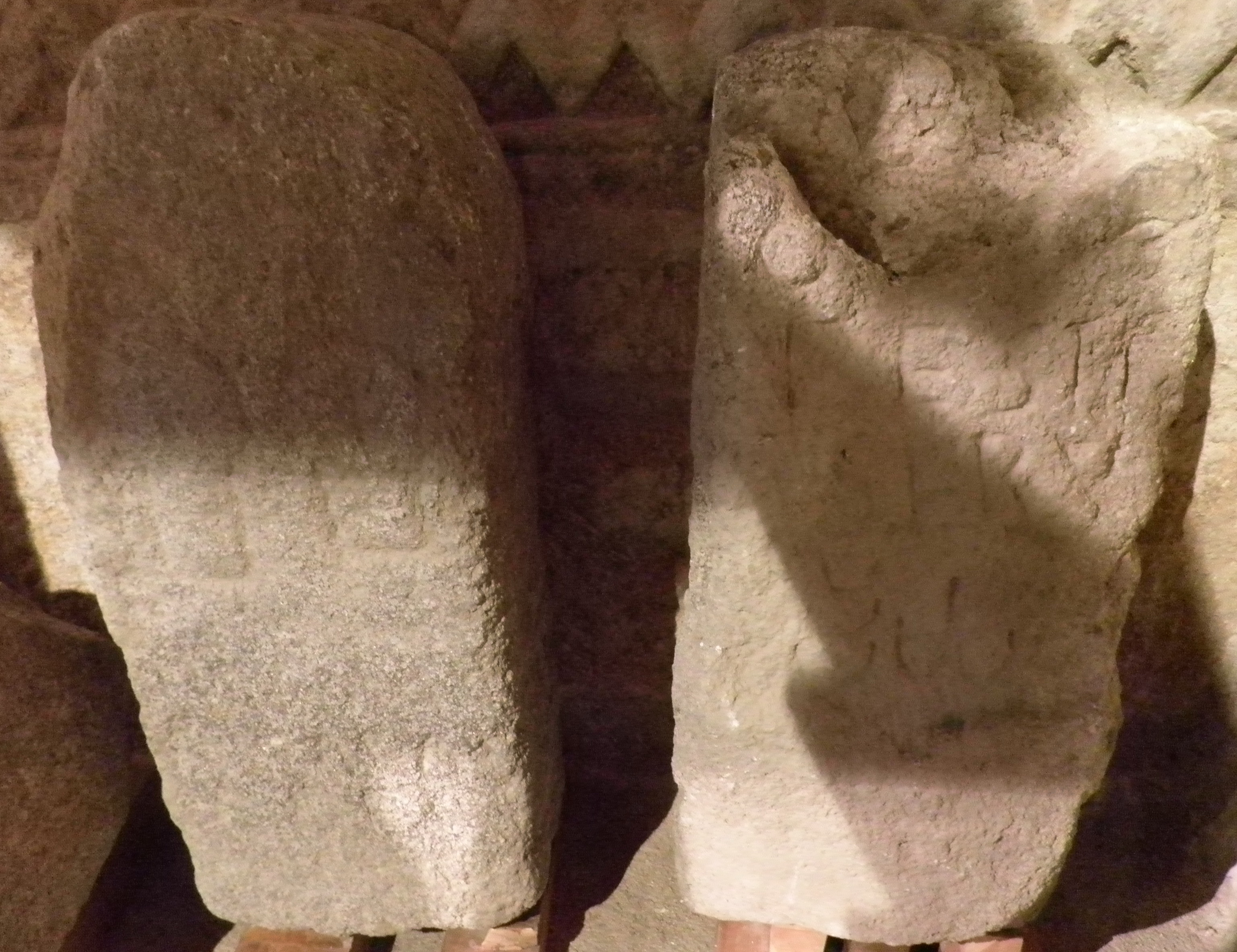
Estelas romanas con inscripción recuperadas en la villa

Durante las excavaciones arqueológicas del 2007 se recuperaron dos estelas funerarias romanas decoradas que habían sido reutilizadas para formar las paredes de la fosa 339, depositadas con el número de sigla 07/116 y expuestas actualmente en el almacén visitable del Museo de Ávila.
| [- - -]MA / [- - -]ASO / ODES / [- - -]IA[- - - / - - -]IM[- - -] /- - - - - - |

### La necrópolis tardorromana

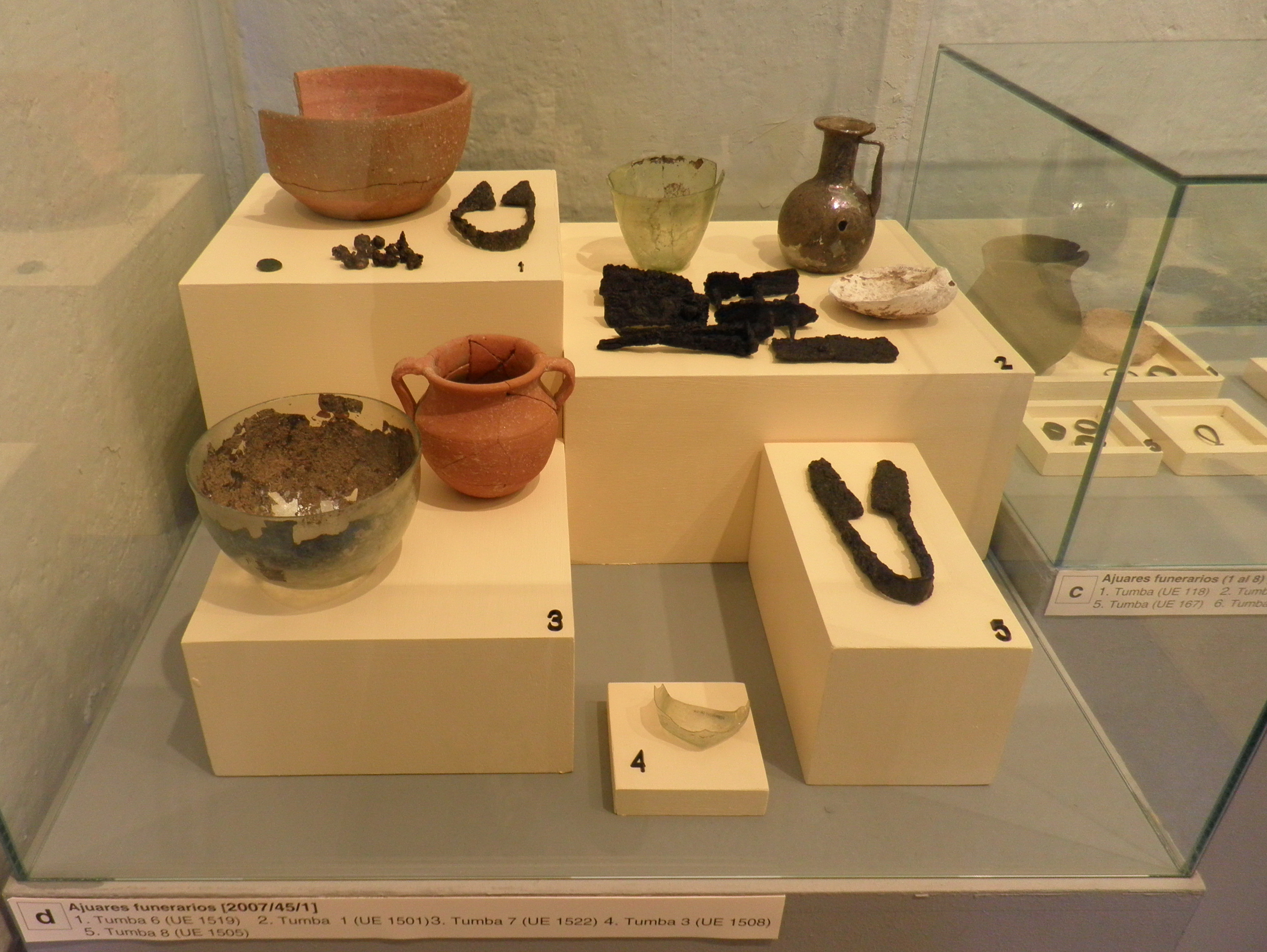
Ajuares funerarios bajoimperiales de la necrópolis romana

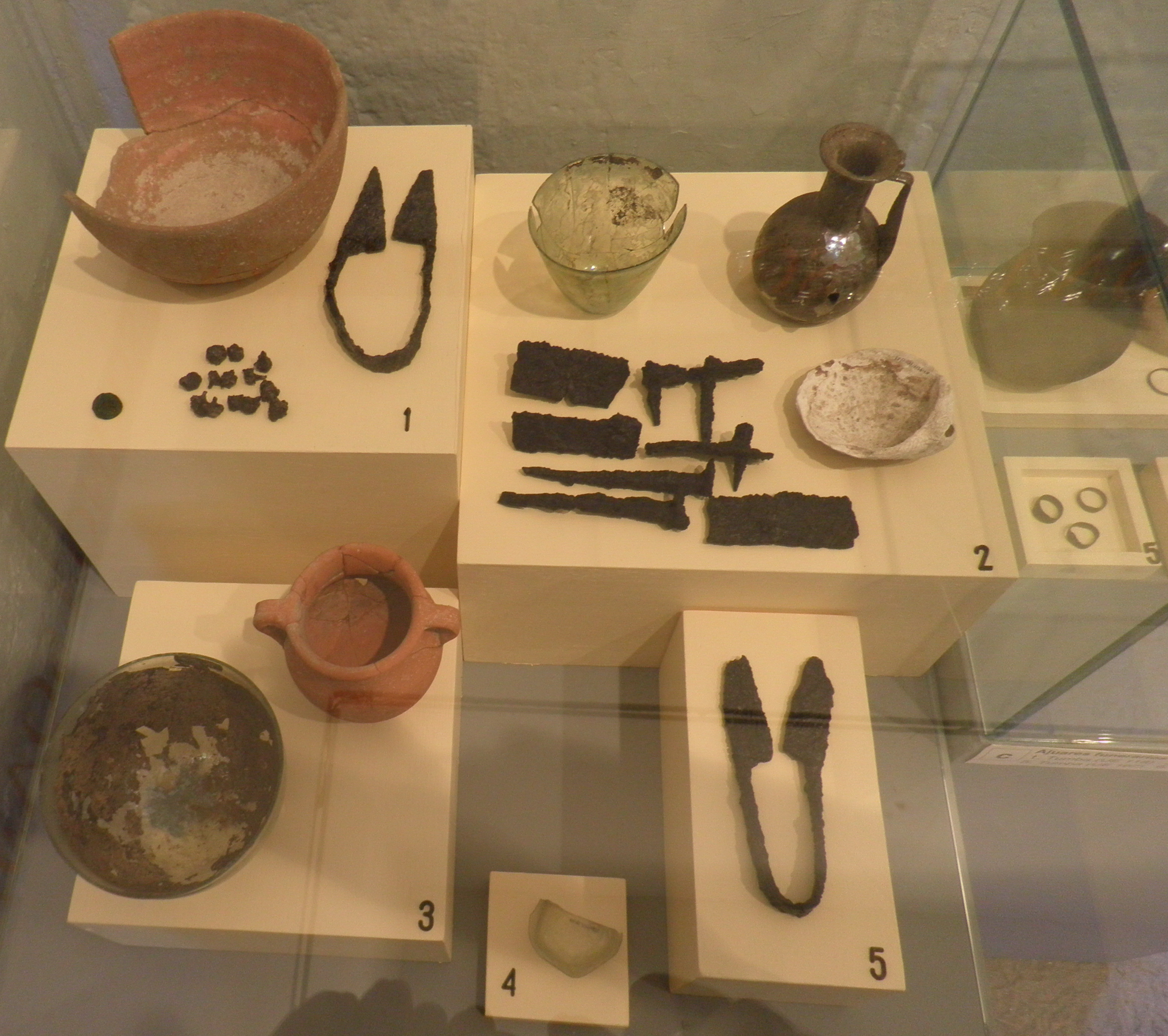
Ajuares funerarios bajoimperiales de la necrópolis romana

La necrópolis bajoimperial, correspondiente al momento de uso del recinto palacial de la villa, se sitúa a algo menos de 500 metros al nordeste del núcleo principal. Su localización en 2007 fue consecuencia de las obras de construcción del tramo San Pedro del Arroyo-Chaherrero de la autovía A-50, cuyas actuaciones preventivas bajo la dirección arqueológica de Santiago Vilar Labarta exigieron la apertura de 36 sondeos arqueológicos en los enclaves de presunción arqueológica denominados "El Vergel", "Fábrica de Piensos" y "Muñogrande". La localización de una inhumación en el sondeo 15 y su subsiguiente ampliación llevó al hallazgo de un total de 11 inhumaciones en fosa simple talladas en el sustrato arenoso, con orientación Oeste-Este y semialineadas en hileras salvo en dos casos, en los que las inhumaciones se superponen y destruyen fosas anteriores.

### Las necrópolis visigoda y altomedieval

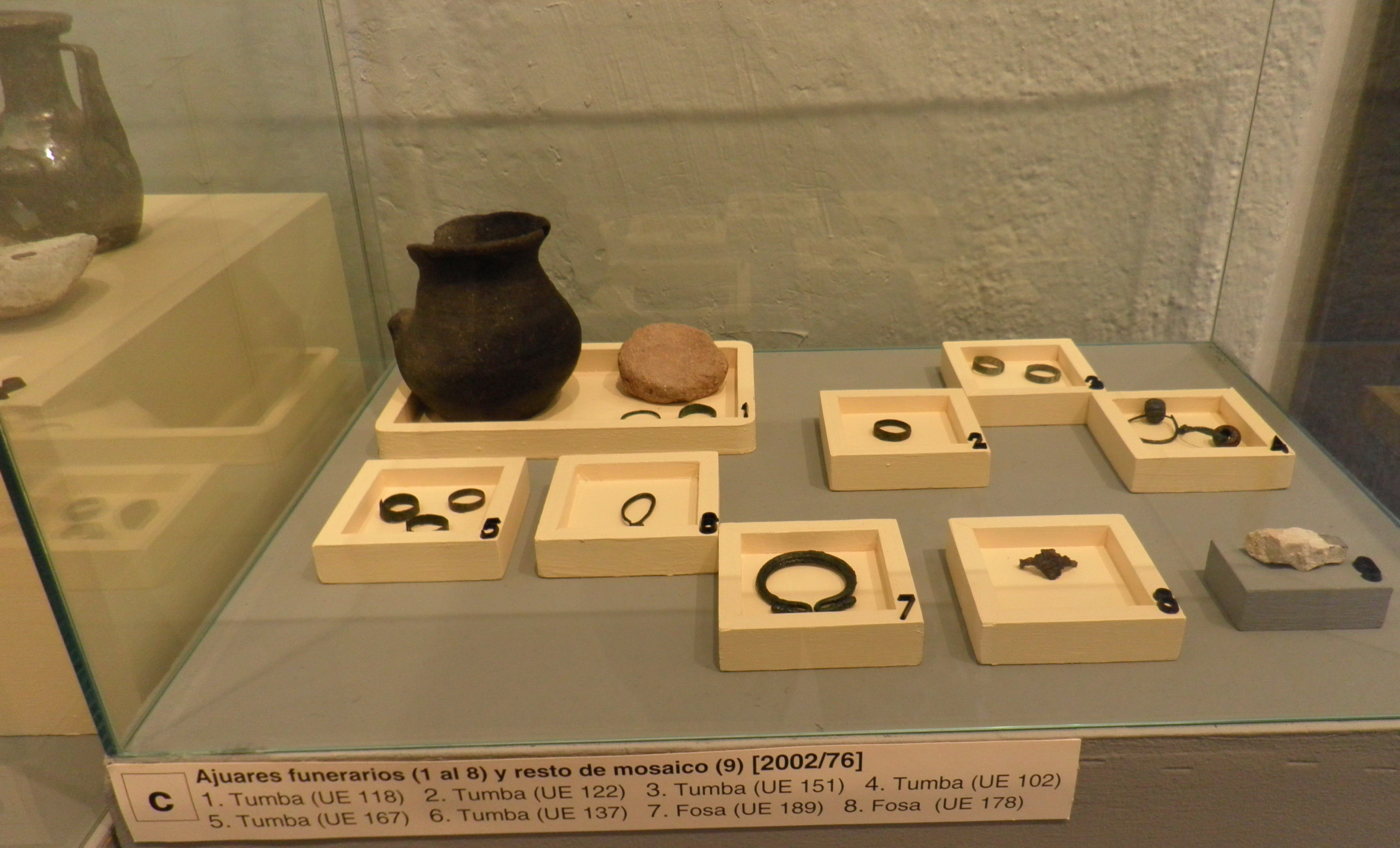
Ajuares funerarios visigodos de la necrópolis

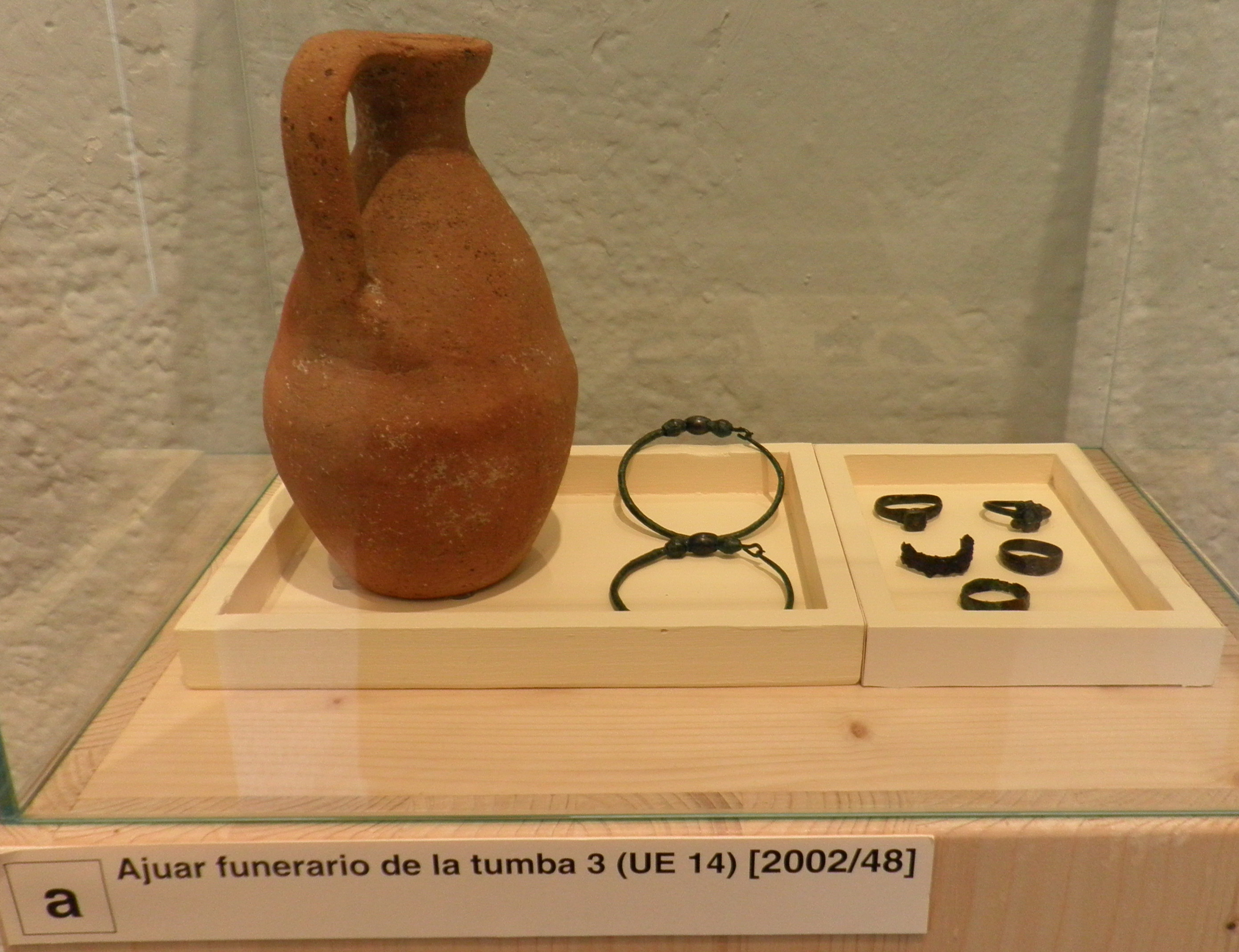
Ajuares funerarios visigodos de la necrópolis

Sobre la necrópolis hispanovisigoda se instaló un nuevo cementerio altomedieval de tumbas antropomorfas asociadas a la estructura de la ermita, así como grandes sarcófagos de granito cuyos enterramientos fueron saqueados.

## Musealización
Los primeros pasos para la musealización de las áreas exhumadas de la villa dieron comienzo en noviembre de 2015 con la instalación de un vallado perimetral permanente de la parcela adquirida por la Diputación de Ávila donde se encuentra el núcleo palacial, con un coste de 49.000 euros pagado por la Consejería de Cultura de la Junta de Castilla y León. El nuevo cerramiento se compone de bastidores de aluminio sustentantes de placas onduladas, microperforadas para permitir la observación desde el exterior, siendo de dos tipos: uno desmontable para continuar con las campañas de excavación y otro ya definitivo para las zonas donde no quedan más estructuras de la villa por excavar, ambos con el mismo aspecto homogéneo, diferenciándose solo en el tipo de anclaje terrestre.
El siguiente paso se dio en 2017 con la firma de un acuerdo entre la Diputación de Ávila y la Junta de Castilla y León por el cual se comprometían a invertir 300.000 euros en la protección y adecuacíón para la visita de cara a la explotación turística de dicho yacimiento. Las primeras obras se adjudicaron a la empresa Castellano Leonesa de Medio Ambiente S.L. en octubre de 2017 por un importe superior a los 96.000 €, con una duración prevista para su ejecución de cuatro meses. Las actuaciones acometidas han consistido en la instalación de infraestructuras para el público, con pasarelas y miradores, así como la edificación parcial de algunas estructuras del  centro de visitantes.
Durante 2018, una tercera fase de obras, denominada "Adecuación para la visita turística de la Villa Romana de "El Vergel", en San Pedro del Arroyo (Ávila)", con número de expediente A2018/000696 y valorada en 172.244,84 €, salió a contratación el 24 de abril de 2018, siendo adjudicada el 13 de abril de 2018 tras negociación sin publicidad a la empresa TECTON Edificación y obra civil S.L. por un importe de 159.326,48 €, y por otra contratación pública del 27 de abril de 2018 se adjudicaba a la Fundación Parque Científico de la Universidad de Valladolid las tareas de “Dirección de obra, dirección de ejecución y coordinación de la seguridad y salud de las obras de la tercera fase de la adecuación para la visita turística de la Villa Romana de "El Vergel", en San Pedro del Arroyo (Ávila)” por un importe de 11.255,01 €.
En 2019 salió a contratación la última de las campañas de excavación arqueológica desarrolladas en la villa, adjudicada el 13 de mayo de 2019 a la empresa Estudio de Arqueología Foramen, S.L. por un importe de 9.679,36 €, mientras que en junio el director general de Patrimonio Cultural de la Junta de Castilla y León, Enrique Sáiz Martín, anunció una nueva fase de trabajos centrados en la restauración de los mosaicos ya localizados, cuya ejecución y presupuesto se esperaba que estuvieran finalizados para octubre de 2020 de cara a la apertura al público del yacimiento.
En 2020 un numeroso conjunto de nuevos contratos salió a concurso público para su adjudicación y contratación. El primero de ellos fue un enigmático contrato menor consistente en nuevos trabajos de “Conservación e interpretación de la Villa Romana de El Vergel en San Pedro del Arroyo (Avila)”, adjudicado a la empresa TECTON Edificación y obra civil S.L. el 20 de mayo de 2020 por un importe de 39.439,81 €,  seguido por otro contrato de la misma fecha para la “Dirección Obra, Dirección de Ejecución y Coordinación de Seguridad y Salud de Conservación e Interpretación de la Villa Romana de El Vergel en San Pedro del Arroyo (AVILA)” concedido a la Fundación Parque Científico de la Universidad de Valladolid por un monto de 4.900 € y por otro contrato del 28 de mayo de 2020 para los servicios de “Dirección técnica para el control arqueológico de la obra de mejora de las condiciones de conservación e interpretación del conjunto de la Villa de El Vergel en San Pedro del Arroyo (Avila)” adjudicado a la empresa Estudio de Arqueología Foramen, S.L. por un importe de 2.995,47 €, El primer contrato para la restauración de los mosaicos de los pabellones cubiertos construidos sobre la villa, que se publicó el 24 de junio de 2020 con número de expediente A2020/004608 y con un presupuesto base de licitación sin impuestos de 146.643,23 €, fue adjudicado el 28 de septiembre de 2020 a la empresa BABELIA CRBC SL por un importe de 119.220,95 € y un plazo de ejecución de 5 meses. 
Una nueva partida de 2.891,9 € fue adjudicada el 21 de octubre de 2020 mediante contrato menor con la empresa TECTON Edificación y obra civil S.L. para la confección de lonas con la reproducción facsímil en dibujo a línea de los mosaicos geométricos situados al exterior de los pabellones construidos recientemente en la villa romana. Otros dos contratos menores se adjudicaron el 9 de noviembre de 2020, el primero para la elaboración de un documental y recreación virtual de la villa romana, otorgado a Carlos David Herrera Sánchez por 13.552 € financiados con fondos FEDER y número de expediente B2020/011929, y un segundo contrato, B2020/005026, para la una exposición desmontable y señalética en la villa romana adjudicado a SERCAM, Servicios Culturales y Ambientales S.C.L. por 17.496,60 € Un último contrato menor para la adquisición de gafas de realidad virtual para la visualización de la recreación histórica de la villa romana se adjudicó directamente el 11 de noviembre de 2020, con número de expediente B2020/013577 y un importe de 3.600 € pagados con fondos FEDER, dado a la empresa TIEMPO ACTIVO S.L.

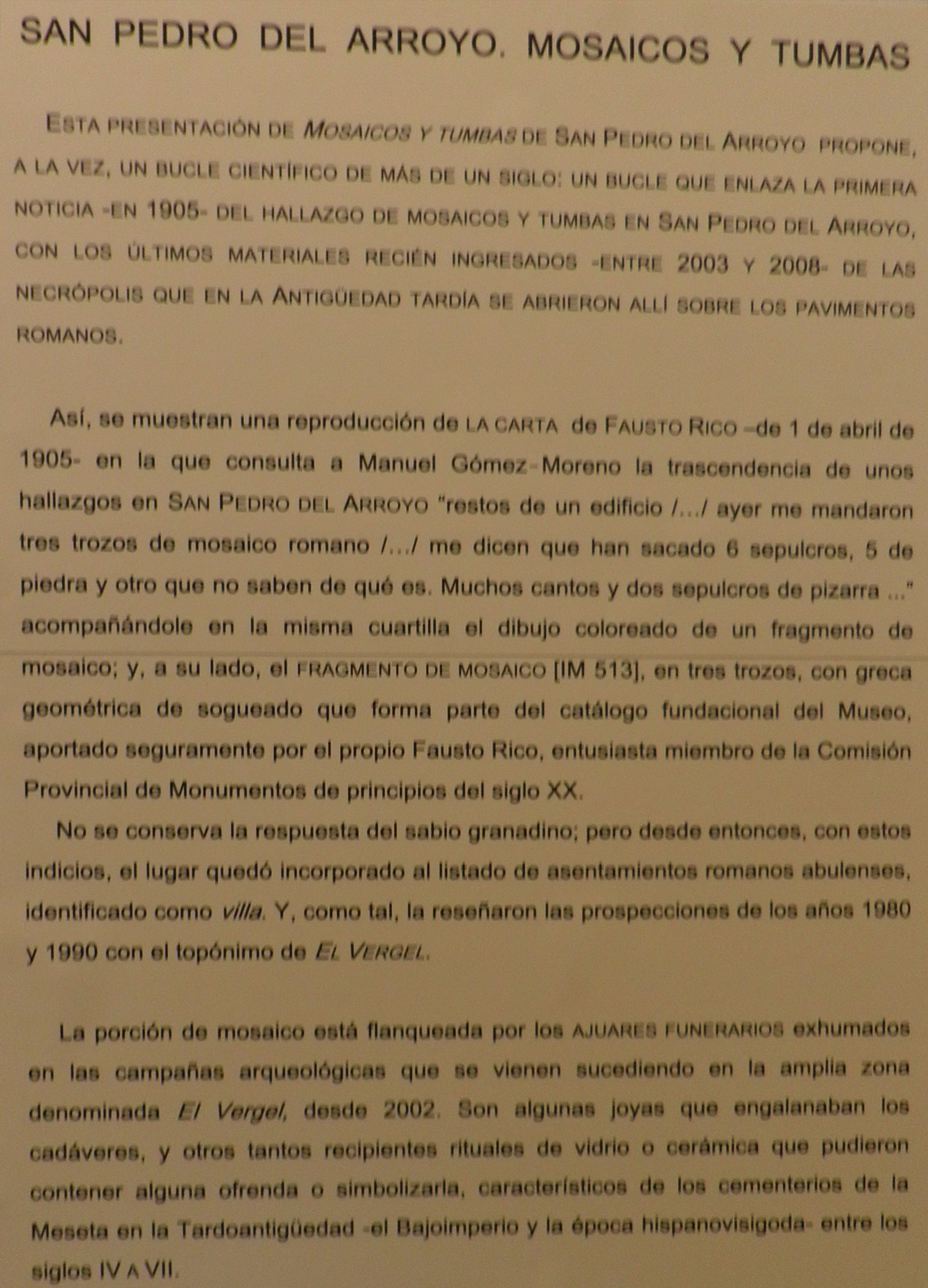
Cartel de presentación de la exposición de 2010

2021 vio reducido el número de contratos que salieron a licitación. El 23 de junio de 2021 se adjudicó un nuevo contrato denominado “Red de evacuación de pluviales de la Villa Romana de “El Vergel” en San Pedro del Arroyo (Ávila)”, otorgado como las anteriores contratas a TECTON Edificación y obra civil S.L. por un monto de 38.859,98 €,  así como el correspondiente contrato de “Dirección de obra, dirección de ejecución y coordinación de seguridad y salud de la red de evacuación de pluviales de la Villa Romana de “El Vergel” en San Pedro del Arroyo (Ávila)”, adjudicado de nuevo y casualmente a la Fundación Parque Científico de la Universidad de Valladolid por 5.695 €. El último contrato conocido salido a concurso se adjudicó el 1 de octubre de 2021 a Alicia Guerra Ibáñez por 5.419,4 €, consistiendo en las labores de “Supervisión de los tratamientos de Restauración de los Mosaicos en los pabellones cubiertos de la Villa de "El Vergel" en San Pedro del Arroyo (Ávila)”.

### Colecciones y exposiciones
Durante el año 2010 se expusieron parte de los materiales funerarios de las excavaciones depositados en el Museo de Ávila entre los años 2003 y 2008, así como algunos hallazgos antiguos recogidos durante su descubrimiento en 1905.